# Stadtbezirk Eving
Eving ist ein Stadtbezirk im Dortmunder Norden. Am 31. Dezember 2024 lebten im Stadtbezirk Eving 39.555 Einwohner.

## Gliederung
Der Bezirk umfasst die ehemals selbständigen Ortschaften Brechten, Holthausen, Lindenhorst, Eving und Kemminghausen. Eving, Kemminghausen und Lindenhorst wurden 1914, Brechten und Holthausen 1928 nach Dortmund eingemeindet. Sie bildeten dann mit anderen Stadtbezirken die Großstadt Dortmund. Die Dörfer hatten bis zur Zeit der Industrialisierung landwirtschaftlichen Charakter. Auch heute zeichnen sich die Ortsteile Brechten, Holthausen und Lindenhorst durch ihren dörflichen Charakter aus.

## Geografische Lage
Der Ort liegt auf einer Höhe von 93 m ü. NN nördlich der Dortmunder Innenstadt. Im Norden des Stadtbezirks befinden sich die Erholungs- und Naturschutzgebiete Grävingholz und Süggelwald. Der Stadtbezirk Eving grenzt im Westen an Mengede, im Südwesten an Huckarde, im Süden an den Stadtbezirk Innenstadt-Nord sowie im Osten an Scharnhorst. Im Norden grenzt Eving an die Stadt Lünen im Kreis Unna.

## Geschichte

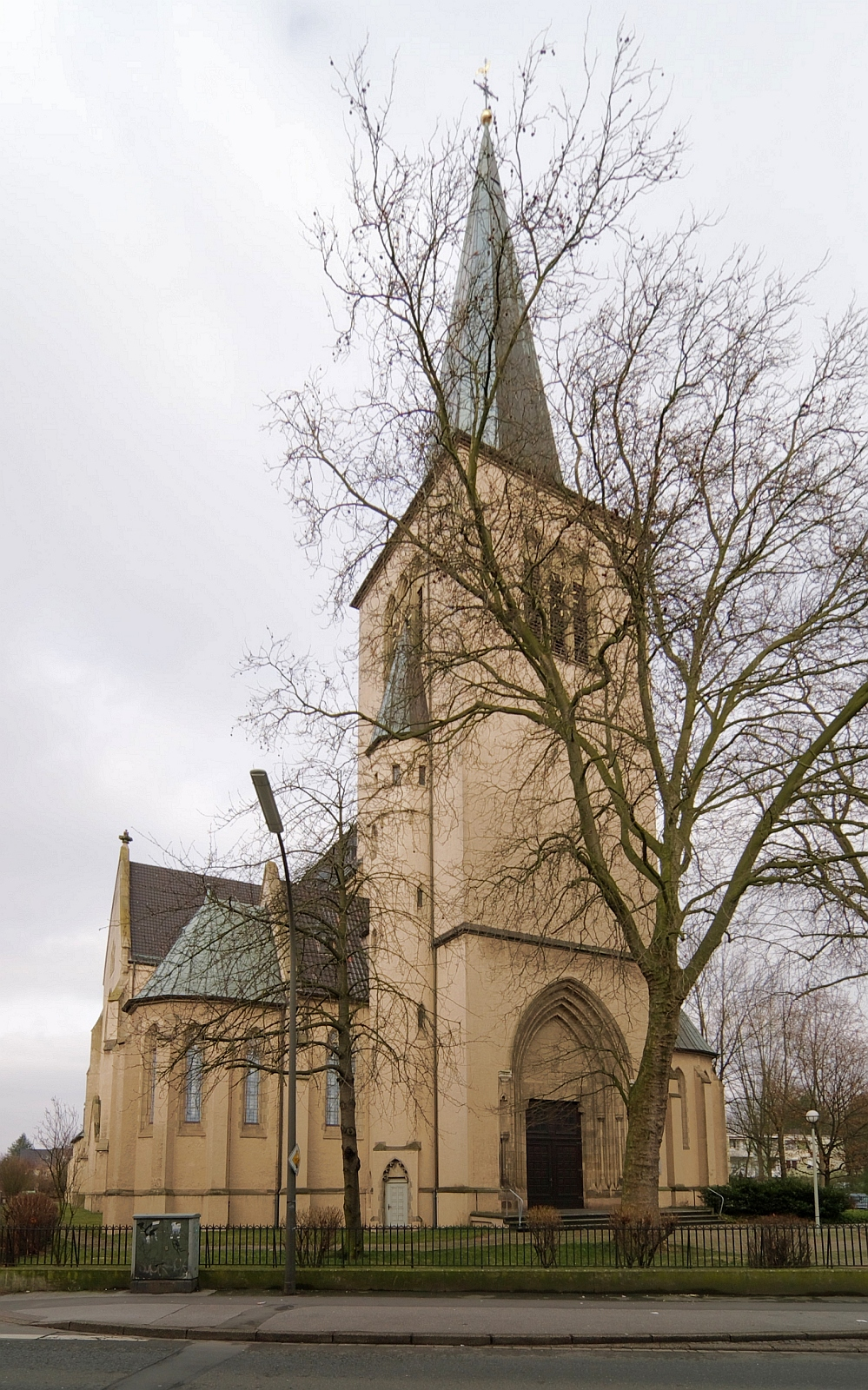
Kath. Kirche St. Barbara

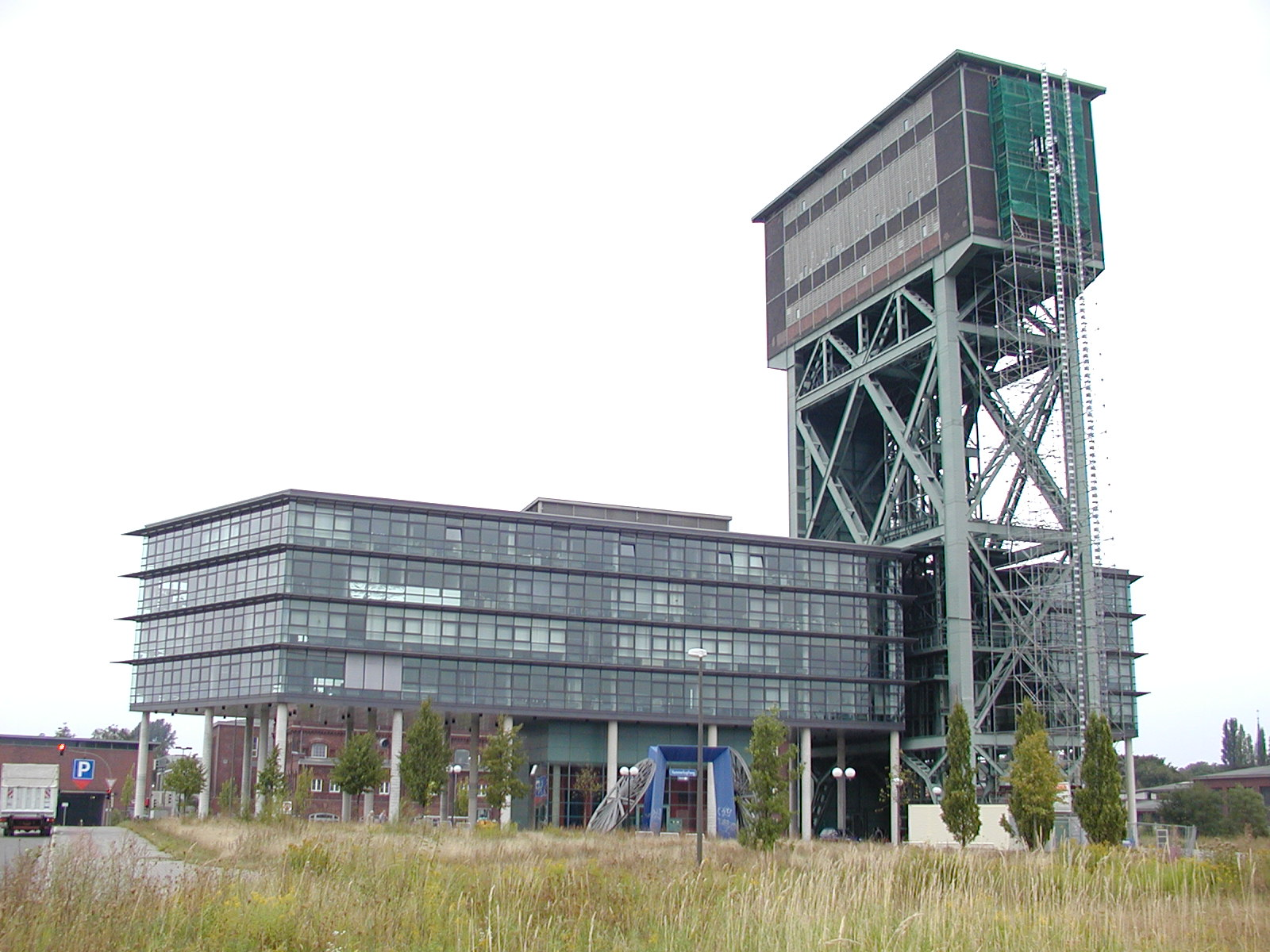
Hammerkopfturm der Zeche Minister Stein in Dortmund. Im nachträglich angebauten, länglichen Unterbau befinden sich Büroeinrichtungen

In Eving und Lindenhorst begann 1870 mit der Teufe der ersten Schächte auf den Steinkohlenzechen Zeche Minister Stein und Zeche Fürst Hardenberg der Wandel zur Industriegesellschaft. Die Zechen waren bis zur Stilllegung 1987 der Haupterwerbszweig im Stadtbezirk. Die Belegschaft der Bergwerke betrug in Spitzenzeiten bis fünftausend Beschäftigte.
Das ehemalige Betriebsgelände der Zeche Minister Stein bildet heute die Grundlage der Neuen Mitte Eving, dessen Wahrzeichen der sanierte Hammerkopfturm des Bergwerks ist.
Durch den Zuzug von Bergleuten und Vertriebenen nach dem Zweiten Weltkrieg wohnten bis zu 41.000 Einwohner im Stadtbezirk.

## Statistik
Struktur der Bevölkerung:
- Bevölkerungsanteil der unter 18-Jährigen: 17,5 % [Dortmunder Durchschnitt: 16,2 % (2018)][2]
- Bevölkerungsanteil der mindestens 65-Jährigen: 19,3 % [Dortmunder Durchschnitt: 20,2 % (2018)][3]
- Ausländeranteil: 25,6 % [Dortmunder Durchschnitt: 22,3 % (2024)][4]
- Arbeitslosenquote: 12,3 % [Dortmunder Durchschnitt: 11,0 % (2017)][5]

## Kultur und Sehenswürdigkeiten

### Bauwerke
Die Denkmalliste der Stadt Dortmund umfasst im Stadtbezirk Dortmund-Eving 43 Baudenkmale, darunter 22 Wohnhäuser oder Wohnsiedlungen, 11 landwirtschaftliche Gebäude, 4 Sakralbauten, 2 Industrieanlagen, 1 Wohn- und Geschäftshaus, 1 öffentliches Gebäude, 1 Friedhof und 1 Geschäftshaus.

### Sport
Überregional bekannt ist der Sportverein TuS Eving-Lindenhorst, aus dem die bekannten Fußballspieler Lars Ricken und Michael Zorc sowie der Torwart Stefan Klos hervorgingen. Einer der bekanntesten Einwohner von Eving war der im Jahr 2000 verstorbene Radprofi und Radsporttrainer Gustav Kilian.

## Persönlichkeiten
- Kevin Großkreutz
- Lars Ricken
- Michael Zorc
- Stefan Klos
- Gustav Kilian
- Torsten Sträter
- Wilhelm Middendorf, gründete gemeinsam mit Friedrich Wilhelm August Fröbel die ersten Kindergärten in Thüringen.
- Ernst D’ham, Schriftsteller, * 3. September 1887 in Eving, † 22. Mai 1977 in Mülheim/Ruhr.
- Hans Karl Steffen, bildender Künstler (Maler)
- Bruno Knust